# Honnasettyhalli, Gubbi
Honnasettyhalli là một làng thuộc tehsil Gubbi, huyện Tumkur, bang Karnataka, Ấn Độ.